# Distribució de Slash
En la teoria de la probabilitat, la distribució de slash és la distribució de probabilitat d'una variable normal estàndard dividida per una variant estàndard uniforme independent. En altres paraules, si la variable aleatòria Z té una distribució normal amb mitjana 0 i la variància 1, la variable aleatòria U té una distribució uniforme en [0,1], i Z i U són estadísticament independents, llavors la variable aleatòria X = Z / U X té una distribució de slash. La distribució de slash és un exemple de distribució de ràtio. La distribució va ser nomenada per William H. Rogers i John Tukey en un article publicat el 1972.
La funció de densitat de probabilitat (fdp) és
{\displaystyle f(x)={\frac {\varphi (0)-\varphi (x)}{x^{2}}}.}
on φ(x) és la funció de densitat de probabilitat de la distribució normal estàndard. El resultat no està definit a x = 0, però la discontinuïtat és de salt:
{\displaystyle \lim _{x\to 0}f(x)={\frac {\varphi (0)}{2}}={\frac {1}{2{\sqrt {2\pi }}}}}
L'ús més comú de la distribució de slash és en els estudis de simulació. Es tracta d'una distribució útil en aquest context perquè té cues més pesades que una distribució normal, però no és tan patològica com la distribució de Cauchy.